# Michaela Gerg
Elisabeth Michaela Gerg (Bad Tölz, 10 novembre 1965) è un'ex sciatrice alpina tedesca.
In seguito al matrimonio assunse anche il cognome del coniuge (il figlio dello sciatore alpino Hias Leitner) e nell'ultima parte della sua carriera (stagioni 1992-1996) gareggiò come Michaela Gerg-Leitner; fino alla riunificazione tedesca (1990) gareggiò per la nazionale tedesca occidentale.

## Biografia

### Carriera sciistica

#### Stagioni 1981-1983
Sciatrice polivalente originaria di Lenggries, ottenne il primo piazzamento di rilievo in carriera in occasione della combinata di Coppa del Mondo disputata a Val-d'Isère il 4 dicembre 1980, che chiuse al 12º posto. Nella stessa stagione vinse due medaglie d'argento, nello slalom gigante e nella combinata, agli Europei juniores di Škofja Loka 1981 e si piazzò 2ª nella classifica di slalom gigante della Coppa Europa.
L'anno dopo vinse la medaglia d'oro nello slalom gigante ai Mondiali juniores di Auron 1982 e fu 2ª nella classifica di slalom speciale della Coppa Europa, mentre nel 1983 ottenne il suo primo podio in Coppa del Mondo, piazzandosi 2ª nella combinata di Les Diablerets del 30 gennaio, e conquistò tre medaglie ai Mondiali juniores di Sestriere: l'oro nello slalom gigante e nella combinata e l'argento nella discesa libera.

#### Stagioni 1984-1989
Esordì ai Giochi olimpici invernali a Sarajevo 1984, classificandosi 24ª nello slalom gigante, e ai Campionati mondiali a Bormio 1985, dove fu 14ª nello slalom gigante e 14ª nella combinata. Nella stagione 1985-1986 vinse la sua prima gara di Coppa del Mondo, la discesa libera di Val-d'Isère del 12 dicembre, e in quella successiva partecipò ai Mondiali di Crans-Montana, dove si piazzò 8ª nella discesa libera, 8ª nel supergigante e 10ª nello slalom gigante.
Ai XV Giochi olimpici invernali di Calgary 1988 si classificò 13ª nella discesa libera, 10ª nel supergigante e non completò lo slalom gigante e la combinata; l'anno dopo ai Mondiali di Vail vinse la medaglia di bronzo nel supergigante e fu 6ª nella discesa libera.

#### Stagioni 1990-1996
La stagione 1989-1990 fu la migliore della Gerg in Coppa del Mondo: ottenne nove podi con una vittoria, si piazzò 3ª nella classifica generale e in quella di discesa libera e 2ª sia in quella di supergigante, superata dalla vincitrice - la francese Carole Merle - di 20 punti, sia in quella di combinata, con 3 punti in meno dell'austriaca Anita Wachter. Nel 1991 ai Mondiali di Saalbach-Hinterglemm, sua ultima presenza iridata, si classificò 11ª nella discesa libera, 8ª nel supergigante e 14ª nello slalom gigante; l'anno dopo ai XVI Giochi olimpici invernali di Albertville 1992 fu 18ª nella discesa libera, 7ª nel supergigante e non completò lo slalom gigante e la combinata.
Al congedo olimpico, Lillehammer 1994, la sciatrice bavarese ottenne il 31º posto nel supergigante e l'anno dopo conquistò il suo ultimo podio in Coppa del Mondo vincendo la discesa libera dell'Olimpia delle Tofane di Cortina d'Ampezzo del 20 gennaio, e l'ultimo podio in Coppa Europa, il 1º febbraio a Schönried in supergigante (3ª). Il suo ultimo piazzamento in carriera fu il 17º posto ottenuto nel supergigante di Coppa del Mondo disputato a Lillehammer il 7 marzo 1996.

#### Bilancio della carriera
In attività tra i primi anni 1980 e la metà degli anni 1990, fu una delle atlete di punta della nazionale tedesca occidentale, soprattutto nelle prove veloci; in carriera ottenne quattro vittorie in Coppa del Mondo, tre in discesa libera e una in slalom gigante, e vinse la medaglia di bronzo nel supergigante in occasione dei Mondiali di Vail 1989.

### Altre attività
Dopo il ritiro è divenuta commentatrice sportiva per le reti televisive Eurosport e ZDF.

## Palmarès

### Mondiali
- 1 medaglia:
  - 1 bronzo (supergigante a Vail 1989)

### Mondiali juniores
- 4 medaglie:
  - 3 ori (slalom gigante a Auron 1982; slalom gigante, combinata[2] a Sestriere 1983)
  - 1 argento (discesa libera a Sestriere 1983)

### Europei juniores
- 2 medaglie[2]:
  - 2 argenti (slalom gigante, combinata a Škofja Loka 1981)

### Coppa del Mondo
- Miglior piazzamento in classifica generale: 3ª nel 1990
- 24 podi (13 in discesa libera, 6 in supergigante, 3 in slalom gigante, 2 in combinata):
  - 4 vittorie
  - 7 secondi posti
  - 13 terzi posti

#### Coppa del Mondo - vittorie
| Data             | Località          | Paese       | Specialità |
| ---------------- | ----------------- | ----------- | ---------- |
| 12 dicembre 1985 | Val-d'Isère       | Francia     | DH         |
| 29 novembre 1986 | Park City         | Stati Uniti | GS         |
| 8 agosto 1989    | Las Leñas         | Argentina   | DH         |
| 20 gennaio 1995  | Cortina d'Ampezzo | Italia      | DH         |

Legenda:

DH = discesa libera

GS = slalom gigante

### Coppa Europa
- 1 podio (dati dalla stagione 1994-1995:
  - 1 terzo posto

### Campionati tedeschi
- 7 medaglie (dati parziali fino alla stagione 1985-1986)[3]:
  - 4 ori (slalom speciale nel 1984; slalom speciale nel 1986; slalom gigante nel 1987; slalom gigante nel 1989)
  - 3 argenti (supergigante, slalom gigante nel 1986; slalom speciale nel 1989)